# Mansuphantes rossii
Mansuphantes rossii es una especie de araña araneomorfa del género Mansuphantes, familia Linyphiidae, orden Araneae. La especie fue descrita científicamente por Caporiacco en 1927.

## Descripción
El cuerpo del macho mide 3 milímetros de longitud y la hembra 3,5 milímetros.

## Distribución
Se distribuye por Austria e Italia.